# سكينة (إسلام)
السكينة ما تجده في القلب من الطمأنينة.
والسكينة في اللغة: الطمأنينة والاستقرار والرزانة والوقار. وقال ابن القيِّم: (هي الطُّمَأنِينة والوَقَار والسُّكون، الذي ينزِّله الله في قلب عبده عند اضطرابه من شدَّة المخاوف، فلا ينزعج بعد ذلك لما يرد عليه، ويوجب له زيادة الإيمان، وقوَّة اليقين والثَّبات).
وقال الجرجاني: (السَّكِينَة: ما يجده القلب من الطُّمَأنِينة عند تنزُّل الغيب، وهي نور في القلب يَسْكُن إلى شاهده ويطمئن).
والسَّكِينَة والوَقَار كلمتان مترادفتان في المعنى، لكن هناك فرقٌ طفيفٌ بينهما، أشار إليه أبو هلال العسكري في كتابه قائلاً: (إنَّ السَّكِينَة مُفَارَقة الاضطراب عند الغضب والخوف، وأكثر ما جاء في الخوف؛ ألَا ترى قوله تعالى: ﴿فَأَنزَلَ اللّهُ سَكِينَتَهُ عَلَيْهِ﴾ ~[التَّوبة: 40] وقال: ﴿فَأَنزَلَ اللَّهُ سَكِينَتَهُ عَلَى رَسُولِهِ وَعَلَى الْمُؤْمِنِينَ﴾ ~[الفتح: 26]، ويُضَاف إلى القلب، كما قال تعالى: ﴿هُوَ الَّذِي أَنزَلَ السَّكِينَةَ فِي قُلُوبِ الْمُؤْمِنِينَ﴾ ~[الفتح: 4] فيكون هيبة وغير هيبة، والوَقَار لا يكون إلا هيبة.
المشهور في الفرق بينهما: أنَّ السَّكِينَة: هيئةٌ بدنيَّةٌ تنشأ من اطمئنان الأعضاء. والوَقَار: هيئةٌ نفسانيَّةٌ تنشأ من ثبات القلب، ذكر ذلك صاحب ((التنقيح))، ونقله صاحب ((مجمع البحرين)) عن بعض المحقِّقين.
ولا يخفى أنَّه لو عُكِس الفرق، لكان أصوب، وأحقَّ بأن تكون السَّكِينَة هيئةً نفسانيَّةً، والوَقَار: هيئةٌ بدنيَّةٌ).

## السكينة في النصوص الدينية
- في القرآن:

- قوله تعالى: ﴿هُوَ الَّذِي أَنزَلَ السَّكِينَةَ فِي قُلُوبِ الْمُؤْمِنِينَ لِيَزْدَادُوا إِيمَانًا مَّعَ إِيمَانِهِمْ وَلِلَّهِ جُنُودُ السَّمَاوَاتِ وَالأَرْضِ وَكَانَ اللَّهُ عَلِيمًا حَكِيمًا﴾ ~[الفتح: 4]...
يقول تعالى: «هُوَ الَّذِي أَنزَلَ السَّكِينَةَ» أي: جعل الطُّمَأنِينة. قاله ابن عبَّاس، وعنه: الرَّحمة. وقال قتادة: الوَقَار في قلوب المؤمنين. وهم الصَّحابة يوم الحُدَيبِية، الذين استجابوا لله ولرسوله، وانقادوا لحكم الله ورسوله، فلمَّا اطمأنَّت قلوبهم لذلك، واستقرَّت، زادهم إيمانًا مع إيمانهم.
- قوله تعالى: ﴿إِذْ جَعَلَ الَّذِينَ كَفَرُوا فِي قُلُوبِهِمُ الْحَمِيَّةَ حَمِيَّةَ الْجَاهِلِيَّةِ فَأَنزَلَ اللَّهُ سَكِينَتَهُ عَلَى رَسُولِهِ وَعَلَى الْمُؤْمِنِينَ﴾ ~[الفتح: 26].
- قوله تعالى: ﴿لَقَدْ رَضِيَ اللَّهُ عَنِ الْمُؤْمِنِينَ إِذْ يُبَايِعُونَكَ تَحْتَ الشَّجَرَةِ فَعَلِمَ مَا فِي قُلُوبِهِمْ فَأَنزَلَ السَّكِينَةَ عَلَيْهِمْ وَأَثَابَهُمْ فَتْحًا قَرِيبًا﴾ ~[الفتح: 18].
- قوله تعالى: ﴿ثُمَّ أَنَزلَ اللّهُ سَكِينَتَهُ عَلَى رَسُولِهِ وَعَلَى الْمُؤْمِنِينَ﴾ ~[التَّوبة: 26]...
أي: أنزل عليهم ما يُسكِّنهم ويُذهب خوفهم، حتَّى اجترؤوا على قتال المشركين بعد أن ولَّوا.
- قوله تعالى: ﴿إِذْ يَقُولُ لِصَاحِبِهِ لاَ تَحْزَنْ إِنَّ اللّهَ مَعَنَا فَأَنزَلَ اللّهُ سَكِينَتَهُ عَلَيْهِ وَأَيَّدَهُ بِجُنُودٍ لَّمْ تَرَوْهَا﴾ ~[التَّوبة: 40]
- قوله تعالى: ﴿وَقَالَ لَهُمْ نَبِيُّهُمْ إِنَّ آيَةَ مُلْكِهِ أَن يَأْتِيَكُمُ التَّابُوتُ فِيهِ سَكِينَةٌ مِّن رَّبِّكُمْ﴾ ~[سورة البقرة: 248]
- قوله تعالى: ﴿وَمِنْ آَيَاتِهِ أَنْ خَلَقَ لَكُمْ مِنْ أَنْفُسِكُمْ أَزْوَاجاً لِتَسْكُنُوا إِلَيْهَا وَجَعَلَ بَيْنَكُمْ مَوَدَّةً وَرَحْمَةً ﴾ ~[سورة الروم: 21]
- في السنة:

- عن ابن عبَّاس أنَّهُ دفعَ معَ النبيَّ ﷺ يوم عرفة، فسمعَ النبيُّ ﷺ وراءَهُ زَجْرًا شديدًا، وضربًا وصوتًا للإبِلِ، فأشَارَ بسَوطِهِ إليهمْ، وقالَ: أيُّها الناسُ، عليكم بالسَّكِينَةِ)...(علَيْكُمْ بالسَّكِينَةِ) أي: لازموا الطُّمَأنِينة والرِّفق، وعدم المزَاحمة في السَّير.
- عن أبى هريرة قال سمعت رسول الله ﷺ يقول: «إذا أُقِيمت الصَّلاة، فلا تأتوها تسعون، وأتوها تمشون، وعليكم السَّكِينَة، فما أدركتم فصلُّوا، وما فاتكم فأتمُّوا»....
(فيه: النَّدب الأكيد إلى إتيان الصَّلاة بسَكِينة ووَقَار، والنَّهي عن إتيانها سعيًا، سواءً فيه صلاة الجمعة وغيرها، سواءً خاف فَوْت تكبيرة الإحرام أم لا. والمراد بقول الله تعالى: «فَاسْعَوْا إِلَى ذِكْرِ اللَّهِ»: الذَّهاب، يقال: سَعَيْت في كذا أو إلى كذا، إذا ذهبت إليه، وعملت فيه).
- وعن أبي قتادة قال: صليت مع النبي ﷺ فقال:«لا تقوموا حتى تروني وعليكم بالسكينة». وكان يعلِّم أصحابه أن السكينة إنما تتنزل على المرء بذكره لربه وعبادته له؛ فيقول لهم: «وما اجتمع قوم في بيت من بيوت الله يتلون كتاب الله ويتدارسونه بينهم؛ إلا نزلت عليهم السكينة، وغشيتهم الرحمة، وحفتهم الملائكة، وذكرهم الله فيمن عنده». وكان صاحبه عمر بن الخطاب  يتشبه به في نصحه؛ فينصح الناس فيقول لهم: (تعلَّمُوا العلم، وتعلموا معه السكينة والوقار).
- روى البخاري في صحيحه أنَّ رسول الله ﷺ كان يوم الأحزاب يرتجز برَجَز عبد الله بن رواحة، ويقول:
- في أقوال الصحابة والعلماء:

- قال علي بن أبي طالب : (كنَّا نتحدَّث أنَّ السَّكِينَة تنطق على لسان عمر وقلبه).
- قال عمر بن الخطاب : (تعلَّموا العلم، وتعلَّموا للعلم السَّكِينَة والحلم).
- وقال ابن القيِّم: (السَّكِينَة إذا نزلت على القلب اطمأن بها، وسكنت إليها الجوارح، وخشعت، واكتسبت الوَقَار، وأنطقت اللِّسان بالصَّواب والحِكْمة، وحالت بينه وبين قول الخَنَا والفحش، واللَّغو والهجر وكلِّ باطلٍ. وفي صفة رسول الله في الكتب المتقدِّمة: إنِّي باعث نبيًّا أمِّيًّا، ليس بفظٍّ ولا غليظٍ، ولا صخَّابٍ في الأسواق، ولا متزيِّنٍ بالفحش، ولا قوَّالٍ للخَنَا. أسدِّده لكلِّ جميلٍ، وأَهَب له كلَّ خُلق كريم، ثمَّ أجعل السَّكِينَة لِبَاسه، والبرَّ شعاره، والتَّقوى ضميره، والحِكْمَة معقوله، والصِّدق والوفاء طبيعته، والعفو والمعروف خُلُقه، والعدل سيرته، والحقَّ شريعته، والهدي إمامه، والإسلام ملَّته، وأحمد اسمه).

## خصائص آيات السكينة
يقول ابن القيم:
(كان شيخ الإسلام ابن تيمية إذا اشتدَّت عليه الأمور قرأ آيات السَّكِينَة.
وسمعته يقول في واقعة عظيمة جرت له في مرضه تعجز العقول عن حملها من محاربة أرواح شيطانيَّة ظهرت له إذ ذاك في حال ضعف القوَّة، قال: فلمَّا اشتدَّ عليَّ الأمر، قلت لأقاربي ومن حولي: اقرؤوا آيات السَّكِينَة. قال: ثمَّ أقلع عنِّي ذلك الحال، وجلست وما بي قَلَبةٌ.
وقال ابن القيِّم أيضًا: (قد جرَّبت -أنا أيضًا- قراءة هذه الآيات عند اضطراب القلب مما يرد عليه، فرأيت لها تأثيرًا عظيمًا في سكونه وطمأنينته).

## صور السَّكِينَة ودرجاتها
قال الهروي: (السَّكِينَة: اسم لثلاثة أشياء:
- أوَّلها: سَكِينة بني إسرائيل التي أعطوها في التَّابوت.
- الثَّانية: هي التي تَنْطِق على لسان المحدَّثين، ليست هي شيئًا يُملك، إنَّما هي شيء من لطائف صنع الحقِّ، تُلقى على لسان المحدَّث الحِكْمة، كما يُلقي الملَك الوحي على قلوب الأنبياء، وتنطق بنُكَت الحقائق مع ترويح الأسرار، وكشف الشُّبه.
- الثَّالثة: هي التي نزلت على قلب النَّبي، وقلوب المؤمنين، وهي شيء يجمع قوَّةً وروحًا، يَسْكن إليه الخائف، ويتسلَّى به الحزين والضَّجِر، ويَسْكن إليه العَصِيُّ والجريء والأَبِيُّ.
وأمَّا سَكِينة الوَقَار التي نزَّلها نعتًا لأربابها: فإنَّها ضياء.
```
تلك السَّكِينَة الثَّالثة التي ذكرناها، وهي على 
ثلاث درجات
:
```

- الدَّرجة الأولى: سكينة الخشوع عند القيام للخدمة: رعاية وتعظيمًا وحضورًا.
- الدَّرجة الثَّانية: السَّكِينَة عند المعاملة بمحاسبة النفوس، وملاطفة الخلق، ومراقبة الحق.
- الدَّرجة الثَّالثة: السَّكِينَة التي تثبِّت الرِّضَى بالقَسْم، وتمنع من الشَّطْح الفاحش، وتوقِّف صاحبها على حدِّ الرُّتبة، والسَّكِينَة لا تَنْزل إلَّا في قلب نبيٍّ أو وليٍّ)

## أهمية السكينة ومواطنها المطلوبة فيها
(والمقصود أنَّ العبد محتاج إلى السَّكِينَة عند الوساوس المعترضة في أصل الإيمان؛ ليثبت قلبه ولا يزيغ، وعند الوساوس والخطرات القادحة في أعمال الإيمان؛ لئلَّا تقوى وتصير همومًا، وغمومًا، وإرادات ينقص بها إيمانه، وعند أسباب المخاوف على اختلافها، ليثبت قلبه، ويسكن جَأْشه، وعند أسباب الفرح؛ لئلَّا يطمح به مركبه، فيجاوز الحدَّ الذي لا يُعْبَر، فينقلب ترحًا وحزنًا، وكم ممَّن أنعم الله عليه بما يُفْرِحه، فجمح به مركب الفرح، وتجاوز الحدَّ، فانقلب ترحًا عاجلًا.
ولو أُعِين بسَكِينة تعدل فرحه، لأُرِيد به الخير، وبالله التوفيق.
وعند هجوم الأسباب المؤلمة، على اختلافها: الظَّاهرة والباطنة، فما أحوجه إلى السَّكِينَة حينئذ، وما أنفعها له وأجْدَاها عليه، وأحْسَن عاقبتها.
```
والسَّكِينَة في هذه المواطن، علامة على الظَّفَر، وحصول المحبوب، واندِّفاع المكروه، وفقدها علامة على ضدِّ ذلك، لا يخطئ هذا ولا هذا.).
[
16
]
```

## آثار السكينة وفوائدها
قال ابن عثيمين: (السَّكِينَة هي: عدم الحركة الكثيرة، وعدم الطَّيش، بل يكون ساكنًا في قلبه، وفي جوارحه، وفي مقاله، ولا شكَّ أنَّ هذين الوصفين -الوَقَار والسَّكِينَة- من خير الخصال التي يمنُّ الله بها على العبد؛ لأنَّ ضدَّ ذلك: أن يكون الإنسان لا شخصيَّة له ولا هيبة له، وليس وقورًا ذا هيبة، بل هو مَهِين، قد وضع نفسه ونزَّلها، وكذلك السَّكِينَة ضدُّها أن يكون الإنسان كثير الحركات، كثير التَّلفت، لا يُــرَى عليه أثر سَكِينة قلبه، ولا قوله ولا فعله، فإذا مَنَّ الله على العبد بذلك، فإنَّه ينال بذلك خُلُقين كريمين).
وقال ابن القيم: (متى نزلت على العبد السَّكِينَة: استقام، وصَلحت أحواله، وصَلح بالُه، وإذا ترحَّلت عنه السَّكِينَة، ترحَّل عنه السُّرور والأمن والدَّعة والرَّاحة وطيب العيش، فمِنْ أعظم نعم الله على عبده: تَـنَـزُّل السَّكِينَة عليه، ومن أعظم أسبابها: الرِّضا عنه.
وقال الجاحظ: (إنَّ من صفة النَّاسك السَّكِينَة؛ لغلبة التَّواضع وإتيان القناعة، ورفض الشَّهوات.
والسَّكِينَة رداء ينزل فيثبِّت القلوب الطَّائرة، ويهدِّئ الانفعالات الثَّائرة، وتجعل العبد قادرًا على تحمُّل المصيبة إذا نزلت، والمتَحلِّي بالسَّكِينَة يخشع في صلاته.